# Jens Bjørneboe
Jens Ingvald Bjørneboe (Kristiansand, 9 ottobre 1920 – Nøtterøy, 9 maggio 1976) è stato uno scrittore, poeta, drammaturgo, saggista e pittore norvegese.
Bjørneboe era noto per essere stato un duro critico dei costumi della propria società e di quella occidentale in generale, oltre ad essere sempre stato un fervente anarchico. La sua vita è stata tormentata e turbolenta, ha sempre oscillato tra la depressione, l'alcolismo e la produzione letteraria, sino al giorno del suicidio.

## Biografia
Nato da Ingvald e Anna Marie Bjørneboe, il padre aveva un'attività di trasporti marittimi commerciali ed era inoltre agente consolare del Belgio. La sua infanzia fu caratterizzata da una continua polmonite e da violenti attacchi depressivi, che lo portarono a tentare il suicidio per impiccagione nel 1933, all'età di soli tredici anni: aveva iniziato ad assumere alcolici sin dal 1932.
Nel 1943, nel corso della seconda guerra mondiale, fuggì nella neutrale Svezia per evitare di esser costretto ad arruolarsi dagli invasori tedeschi e per cercare lavoro. Lì incontrò la pittrice ebrea Lisel Funk, fuggita volontariamente dalla Germania, che divenne poi la sua prima moglie.
A partire dal 1947, tornato in patria, Bjørneboe iniziò a dedicarsi alla scrittura. Lui e sua moglie entrarono a far parte della Società Antroposofica nella sede della capitale norvegese, e nel 1950 Bjørneboe divenne insegnante di classe alla scuola Waldorf di Oslo.
Nel 1951 esordì come scrittore con una raccolta di poesie, a cui seguirono una serie di romanzi molto contestati (Før Hanen Galer nel 1952, Jonas nel 1955, Under en Hårdere Himmel nel 1957 e Den Onde Hyrde nel 1960). Il primo di questi, Før Hanen Galer, gli causò l'accusa della critica di simpatizzare per i Nazisti, come il connazionale Premio Nobel per la Letteratura Knut Hamsun. Tale accusa venne ribadita anche in occasione della pubblicazione di Under en Hårdere Himmel, romanzo di forte critica nei confronti degli eventi verificatisi nel secondo dopoguerra norvegese. In Jonas s'interessava del sistema scolastico nordico, mentre in Den Onde Hyrde (Il cattivo pastore) trattava la vita di un carcerato norvegese (altra sottile connessione della critica col Nazismo).
Il suo maggior contributo alla letteratura è stata la trilogia Storia della bestialità, composta dai romanzi Frihetens øyeblikk (1966), Kruttårnet (1969) e Stillheten (1973). In questi anni si dedica attivamente anche al teatro, collaborando con Eugenio Barba nell'Odin Teatret di Oslo. Nel 1967 è condannato aspramente da quasi tutti i critici europei per l'opera erotica/pornografica Uten en tråd, censurata in tutto il Nord del continente. Il libro ottenne comunque un discreto successo negli States e nel Regno Unito. Nel 1974 pubblica il suo ultimo romanzo: Haiene.
Il 9 maggio 1976, dopo vari attacchi di depressione, si suicida. Solo dopo la propria morte ha ottenuto un definitivo successo internazionale.

## Opere

### Romanzi
- Hertug Hans, 1952
- Før hanen galer, 1952
- Jonas, (1955)
- Under en hårdere himmel, 1957
- Vinter i Bellapalma, 1958
- Blåmann, 1959
- Den onde hyrde, 1960
- Drømmen og hjulet, 1964 (riguardo all'opera della scrittrice Ragnhild Jølsen)
- Esther Greenleaf Mürer, 1999
- Uten en tråd, 1966
- Frihetens Øyeblikk, 1966
- Kruttårnet, 1969
- Stillheten, 1973
- Haiene, 1974

### Teatro
- Til lykke med dagen, 1965
- Fugleelskerne, 1966
- Semmelweis (1968)
- Amputasjon, 1970
- Tilfellet Torgersen, 1972
- Dongery, 1976

### Raccolte di poesie
- Dikt, 1951
- Ariadne, 1953
- Den store by, 1958
- Til lykke med dagen, 1965

### Saggi
- Norge, mitt Norge, 1968
- Vi som elsket Amerika, 1970
- Politi og anarki, 1972